# 热斯泰勒
热斯泰勒（法語：Gestel，法語發音：[ʒɛstɛl]）是法国莫尔比昂省的一个市镇，属于洛里昂区。

## 地理
热斯泰勒（47°48'12"N, 3°26'39"W）面积6.25 平方千米，位于法国布列塔尼大區莫尔比昂省，该省份为法国西北部沿海省份，位于布列塔尼半岛南部，北临阿摩尔滨海省、西接菲尼斯泰尔省，南濒大西洋，东南接大西洋卢瓦尔省，东临伊勒-维莱讷省。
与热斯泰勒接壤的市镇（或旧市镇、城区）包括：蓬斯科夫、凯旺、吉代勒。

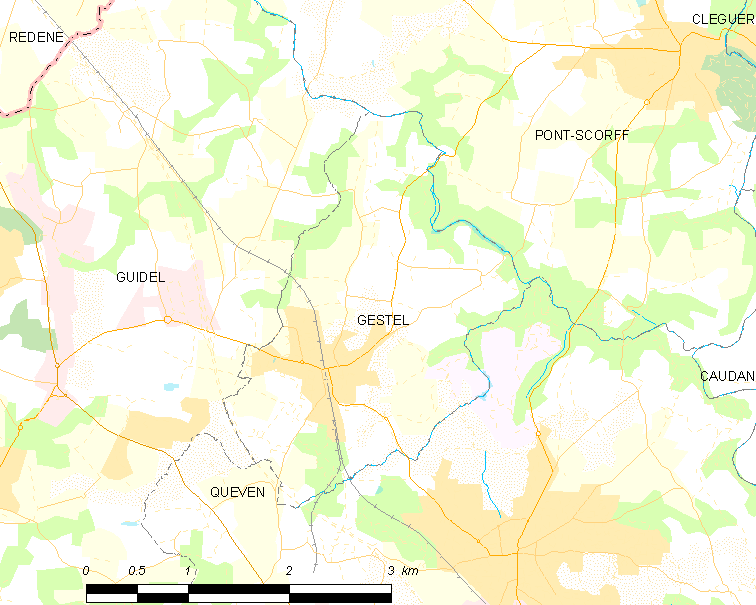
热斯泰勒的OSM定位图

热斯泰勒的时区为UTC+01:00、UTC+02:00（夏令时）。

## 行政
热斯泰勒的邮政编码为56530，INSEE市镇编码为56063。

## 政治
热斯泰勒所属的省级选区为吉代勒县。

## 人口

1962-2008年间热斯泰勒人口变化图示

热斯泰勒于2022年1月1日时的人口数量为2569人。